# Kispus
Kispus è un film del 1956 diretto da Erik Balling. Si tratta del primo film danese girato a colori.
È stato presentato in concorso alla 6ª edizione del Festival di Berlino.

## Trama
La giovane Eva è un'umile sarta che si innamora di un vestito esposto nella vetrina di un negozio. Il vestito in realtà è già stato ordinato dall'attrice Elizabeth ma quando il suo creatore, l'eccentrico disegnatore di moda Marcel, lo vede indossato da Eva, decide di regalarglielo. Una sera la ragazza si reca in un locale con il suo nuovo abito e attira le attenzioni del giovane aristocratico Jakob. È spaventata dalla possibilità che questi scopra la sua vera condizione, ma non sa che in realtà lo stesso Jakob è solo un povero studente che lavora come autista e che ha finto di essere ricco per uscire con lei. Dopo numerose incomprensioni e complicazioni, l'amore riuscirà a trionfare.

## Distribuzione
Il film è stato distribuito nelle sale cinematografiche danesi a partire dal 7 maggio 1956.